# Ulrich Herbert

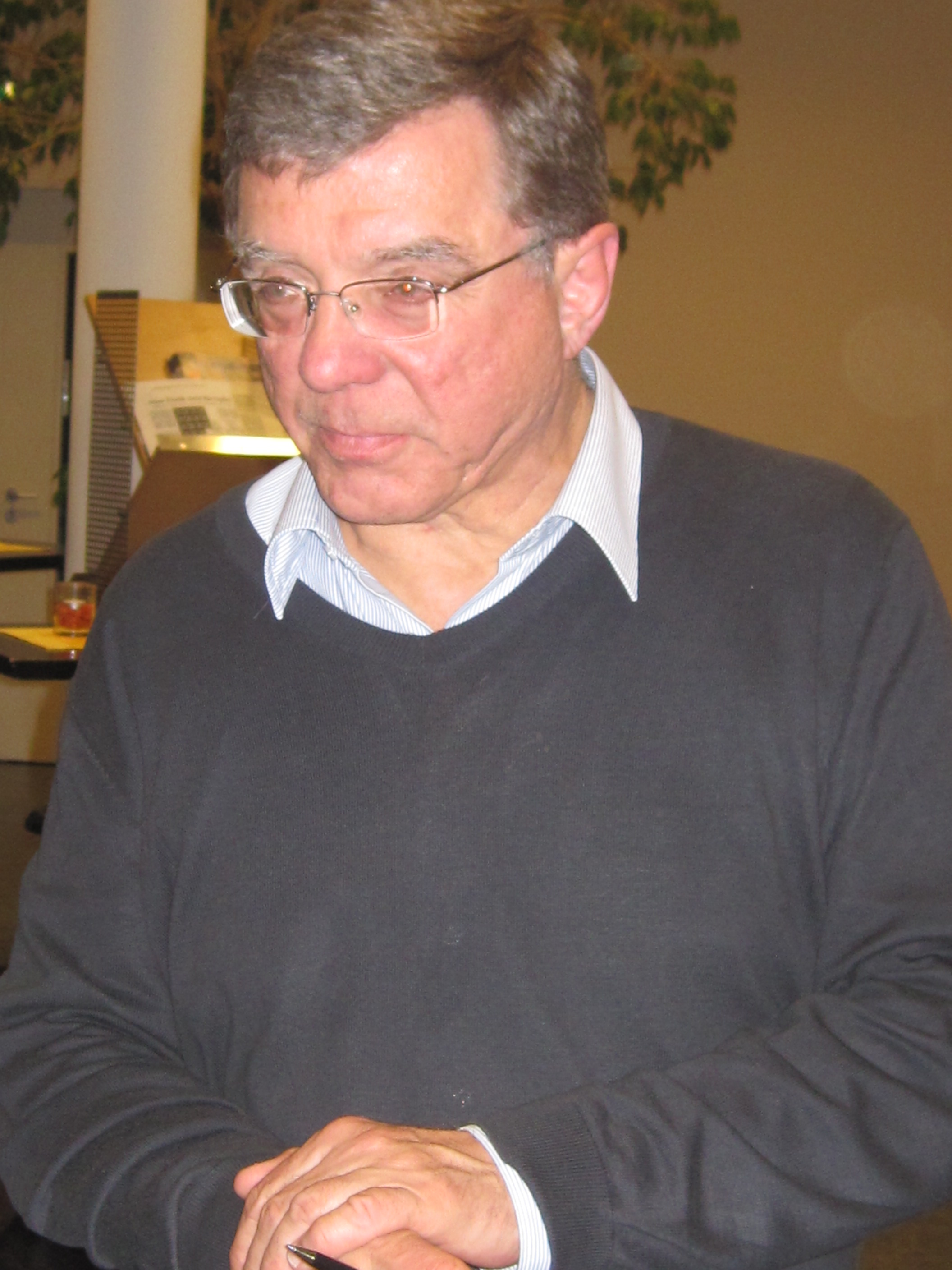
Ulrich Herbert

Ulrich Herbert, född 24 september 1951 i Düsseldorf, är en tysk historiker och professor vid Freiburgs universitet. Han har specialiserat sig på Tredje rikets historia.